# Resolutie 1873 Veiligheidsraad Verenigde Naties
Resolutie 1873 van de Veiligheidsraad van de Verenigde Naties werd op 29 mei 2009 aangenomen door de VN-Veiligheidsraad. Veertien leden van de Raad stemden voor en Turkije stemde tegen de resolutie die de VN-vredesmissie op Cyprus met een half jaar verlengde.

## Achtergrond
Nadat in 1964 geweld was uitgebroken tussen de Griekse en Turkse bevolkingsgroep op Cyprus stationeerden de VN de UNFICYP-vredesmacht op het eiland. Die macht wordt sindsdien om het half jaar verlengd. In 1974 bezette Turkije het noorden van Cyprus na een Griekse poging tot staatsgreep. In 1983 werd dat noordelijke deel met Turkse steun van Cyprus afgescheurd. Midden 1990 begon het toetredingsproces van (Grieks-)Cyprus tot de Europese Unie maar de EU erkent de Turkse Republiek Noord-Cyprus niet.

## Inhoud

### Waarnemingen
Er leek eindelijk schot in de onderhandelingen over Cyprus te komen en de Grieks-Cypriotische en de Turks-Cypriotische leiders werden hiervoor geprezen. Ook langs de Groene Lijn bleef de toestand stabiel en het aantal incidenten was in dalende lijn.

### Handelingen
Het mandaat van de UNFICYP-vredesmacht op het eiland werd verlengd tot 15 december 2009. Beide partijen werden opgeroepen met UNFICYP samen te werken aan de demarcatie van de VN-bufferzone. De Turks-Cyprioten werden wederom opgeroepen het militaire status quo dat tot 30 juni 2000 bestond in Strovilia te herstellen.

## Verwante resoluties
- Resolutie 1818 Veiligheidsraad Verenigde Naties (2008)
- Resolutie 1847 Veiligheidsraad Verenigde Naties (2008)
- Resolutie 1898 Veiligheidsraad Verenigde Naties
- Resolutie 1930 Veiligheidsraad Verenigde Naties (2010)

Lijst ·  1860 ·  1861 ·  1862 ·  1863 ·  1864 ·  1865 ·  1866 ·  1867 ·  1868 ·  1869 ·  1870 ·  1871 ·  1872 ·  1873 ·  1874 ·  1875 ·  1876 ·  1877 ·  1878 ·  1879 ·  1880 ·  1881 ·  1882 ·  1883 ·  1884 ·  1885 ·  1886 ·  1887 ·  1888 ·  1889 ·  1890 ·  1891 ·  1892 ·  1893 ·  1894 ·  1895 ·  1896 ·  1897 ·  1898 ·  1899 ·  1900 ·  1901 ·  1902 ·  1903 ·  1904 ·  1905 ·  1906 ·  1907